# 河宗氏
河宗氏，指先秦时今山西省西北部及内蒙古自治区清水河一带。后来为历史上罕见复姓。
上古时为沿黄河上游“游居”之部族河宗所居，黄河是四渎之宗，河宗，即河神，主祀河者因以河宗为氏。河宗柏天在燕然山迎接周天子周穆王。